# Мал (Караш-Северин)
Мал (рум. Mal) насеље је у Румунији у жупанији Караш-Северин у граду Оцелу Рошу. Oпштина се налази на надморској висини од 322 m.

## Прошлост
Аустријски царски ревизор Ерлер је 1774. године констатовао да место припада Бистичком округу, Карансебешког дистрикта. Становништво је било претежно влашко.

## Становништво
Према подацима из 2002. године у насељу је живело 420 становника, од којих су сви румунске националности.